# 4Q120

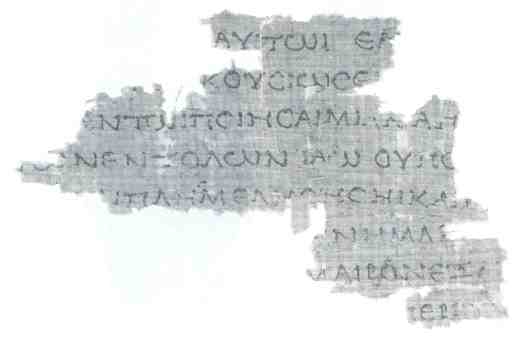
4Q120, fragment 20

4Q120 (pap4QLXXLevb; AT22; VH 46; Rahlfs 802; LDAB 3452) est un fragment en papyrus de la Septante, une version de la Bible hébraïque en langue grecque.

## Histoire
Le manuscrit a été rédigé pendant la période hasmonéenne, et Patrick W. Skehan a daté 4Q120 de « la fin du premier siècle avant notre ère ou des premières années du premier siècle de notre ère ».

## ΙΑΩ

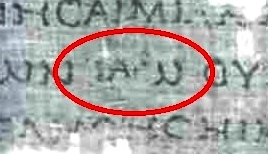
Le nom divin en lettres grecques ΙΑΩ (IAW)

Le manuscrit rend le nom divin en lettres grecques ΙΑΩ (IAÔ) en Lv 3:12 (fragment 6) et 4:27 (fragment 20).
Texte d'après A. R. Meyer: 
Lv 4:27 
[αφεθησεται ]αυτωι εαν[ δε ψυχη μια] 

[αμαρτ]η[ι α]κουσιως εκ[ του λαου της] 

[γης ]εν τωι ποιησαι μιαν απ[ο πασων] 

των εντολων ιαω ου πο[ιηθησε] 
Lv 3:12–13
[τωι ιαω] 12 εαν δ[ε απο των αιγων] 

[το δωρ]ον αυτο[υ και προσαξει εν] 

[αντι ι]αω 13 και ε[πιθησει τας χει] 

## Localisation actuelle
Le manuscrit est conservé au musée Rockefeller à Jérusalem.